# Emptio spei
Emptio spei es la denominación en latín de una figura contractual procedente del Derecho romano, cuya traducción literal sería "compraventa de esperanza".
El término se utiliza en Derecho para designar un contrato mediante el cual una persona (comprador) paga un precio a otra (vendedor) a cambio de una cosa que puede que se produzca en el futuro y puede que no, asumiendo el riesgo de pagar el precio a pesar de que la cosa no llegue a producirse.

## Características
Contrato aleatorio, oneroso, bilateral, atípico y consensual, cuyo objeto no tiene una existencia presente, sino futura. Además, el comprador paga el precio en el momento de la constitución del contrato, mientras que el vendedor sólo habrá de transferir la propiedad de la cosa en el caso de que llegue a existir. 
Así, el comprador asume los riesgos de que la cosa no llegue a tener existencia, teniendo que pagar el precio llegue o no a existir la cosa.

## Diferencia con la compraventa de bien futuro
En el caso de una compraventa de un bien futuro, no existe el riesgo para el comprador de que el bien finalmente no se produzca y no habría compraventa por ausencia de objeto. En la emptio spei, el objeto del contrato no sería propiamente la cosa futura, sino que sería la esperanza de adquirir tal cosa en el supuesto de que llegase a existir. 
Cierto sector doctrinal en España, siguiendo la teoría del profesor De Castro, encasilla este tipo contractual dentro de los llamados precontratos.